# Ibrahim Malam Dicko
Ibrahim Malam Dicko es un imam y un yihadista de Burkina Faso fundador en diciembre de 2016 del grupo Ansarul Islam que opera en el norte del país. 

## Biografía
Nacido en torno al año 1970, Ibrahim Dicko es un fulani de nacionalidad burkinesa originario del municipio de Soboulé. Pasa por la escuela clásica antes de entrar en una escuela coránica, primero en Burkina Faso y después en el extranjero. Se casa posteriormente con la hija de uno de los grandes imams de Djibo. Funda una asociación islámica bautizada Al-Irchad -con su propia escuela coránica- reconocida oficialmente por el gobierno de Burkina Faso en 2012 con los objetivos de "difundir los preceptos de tolerancia y amistad del Islam, cultivar el entendimiento y la paz entre hermanos musulmanes y entre fieles musulmanes y de otras religiones, promover el desarrollo socioeconómico y cultura de Burkina Faso y asistir a los necesitados (viudas, huérfanos, personas mayores con discapacidad, etc.)”.
Malam se movía libremente entre Mali y Burkina Faso y sus actividades fueron descritas por los servicios de información internos en tiempos de Blaise Campaoré como "radicalizado y peligroso". En septiembre de 2013, fue arrestado con una veintena de sus estudiantes por el ejército francés cerca de Tessalit, en Malí, durante la operación Serval. Encontraron en su poder una importante cantidad de dinero en euros y fue considerado sospechoso de pretender sumarse al grupo maliense Ansar Dine. Entregado a las autoridades de Malí fue encarcelado en Bamako.
Estuvo detenido durante 2 años hasta que miembros de su asociación y de su familia fueron a Bamako para negociar su salida de prisión. Liberado en 2015 regresa a Djibo, en Burkina Faso y predica en una mezquita y una radio local. Su discurso se radicaliza. Retoma la dirección de Al-Irchad y recluta entre algunas decenas y un centenar de sus fieles que toman el maquis en diciembre de 2016 creando el grupo Ansarul Islam cuyo primer comunicado se publica diez días después del ataque de Nassoumbou contra el ejército burkinés en diciembre de 2016, en el que mueren 12 soldados. Ibrahim Dicko reivindica en el comunicado el ataque y se da el título de "príncipe de los creyentes" y de "guía de Ansarul Islam".
Ansarul Islam podría ser la rama burkinesa de Ansar Dine, Ibrahim Malam Dicko ha sido sobre todo cercana de Amadou Koufa, jefe de la katiba Macina, afiliada a Ansar Dine. No obstante habría desaprobado la decisión de Koufa de unirse a Jamaat Nosrat al-Islam wal-Mouslimin.
El 27 de junio de 2017, en la página Facebook no autentificada de Ansarul Islam se anunció que su nuevo líder es Jafar Dicko dejando entender que Ibrahim Malam Dicko estaría muerto. En julio, la revista Jeune Afrique indica que según fuentes de la seguridad burkinesa, la muerte de Ibrahim Malam Dicko podría ser verdad. El jefe de Ansarul Islam habría estado presente en el bosque de Foulsaré en el momento en que se desarrolló la Operación Bayard lanzada por el ejército francés el 29 y 30 de abril. Dicko habría logrado huir, pero debilitado por su diabetes, habría muerto unos días más tarde.